# Dansons gaiement
Pour plus de détails, voir Fiche technique et Distribution.
Dansons gaiement (Step Lively) est un film américain réalisé par Tim Whelan, sorti en 1944.
Il s'agit d'un remake du film Panique à l'hôtel de 1938 de la RKO.

## Fiche technique
- Titre original : Step Lively
- Réalisation : Tim Whelan
- Scénario : Warren Duff et Peter Milne d'après la pièce Room Service d'Allen Boretz et John Murray
- Photographie : Robert De Grasse
- Pays d'origine :  États-Unis
- Format : Noir et blanc - 1,37:1 - Mono
- Genre : musical
- Durée : 88 minutes
- Date de sortie : 1944

## Distribution
- Frank Sinatra : Glenn Russell
- George Murphy : Gordon Miller
- Adolphe Menjou : Wagner
- Gloria DeHaven : Christine Marlowe
- Walter Slezak : Joe Gribble
- Eugene Pallette : Simon Jenkins
- Grant Mitchell : Dr. Gibbs
- Anne Jeffreys : Miss Abbott
- Dorothy Malone (apparition) : la standardiste de l'hötel